# میرزا صاحبان

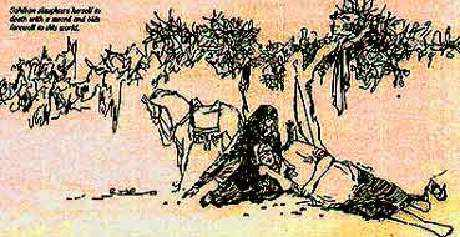
میرزا و صاحبان زیر درخت

میرزا صاحباں (پنجابی: مرزا صاحباں) یکی از داستان‌های اندوه‌نامه‌ای ادب عامیانه پنجابی است که نخستین‌بار به‌صورت مکتوب توسط پیلو، شاعر سدهٔ هفدهم، ثبت شده است. این داستان در روستایی در ناحیه جهنگ رخ می‌دهد و روایت‌گر عشق میان دو جوان از خانواده‌های رئیس قبیله، فرار عاشقانهٔ آن‌ها و سرانجام مرگ هر دو است.
این اثر یکی از چهار داستان عاشقانهٔ تراژیک مشهور در منطقه پنجاب است. سه داستان دیگر عبارت‌اند از: هیر و رنجها، سوهنی و مهیوال و ساسی و پنون.

## خلاصه
داستان توسط پیلو، شاعر سدهٔ شانزدهم در پنجاب نوشته شده است. میرزا و صاحبان عاشق هم بودند و در کهیوه، زادگاه اجدادی صاحبان در ناحیه جهنگ زندگی می‌کردند. میرزا پسر بنجال، رئیس جت خرل در دان‌آباد، و صاحبان دختر خیوه خان، رئیس قبیله سیال بود.

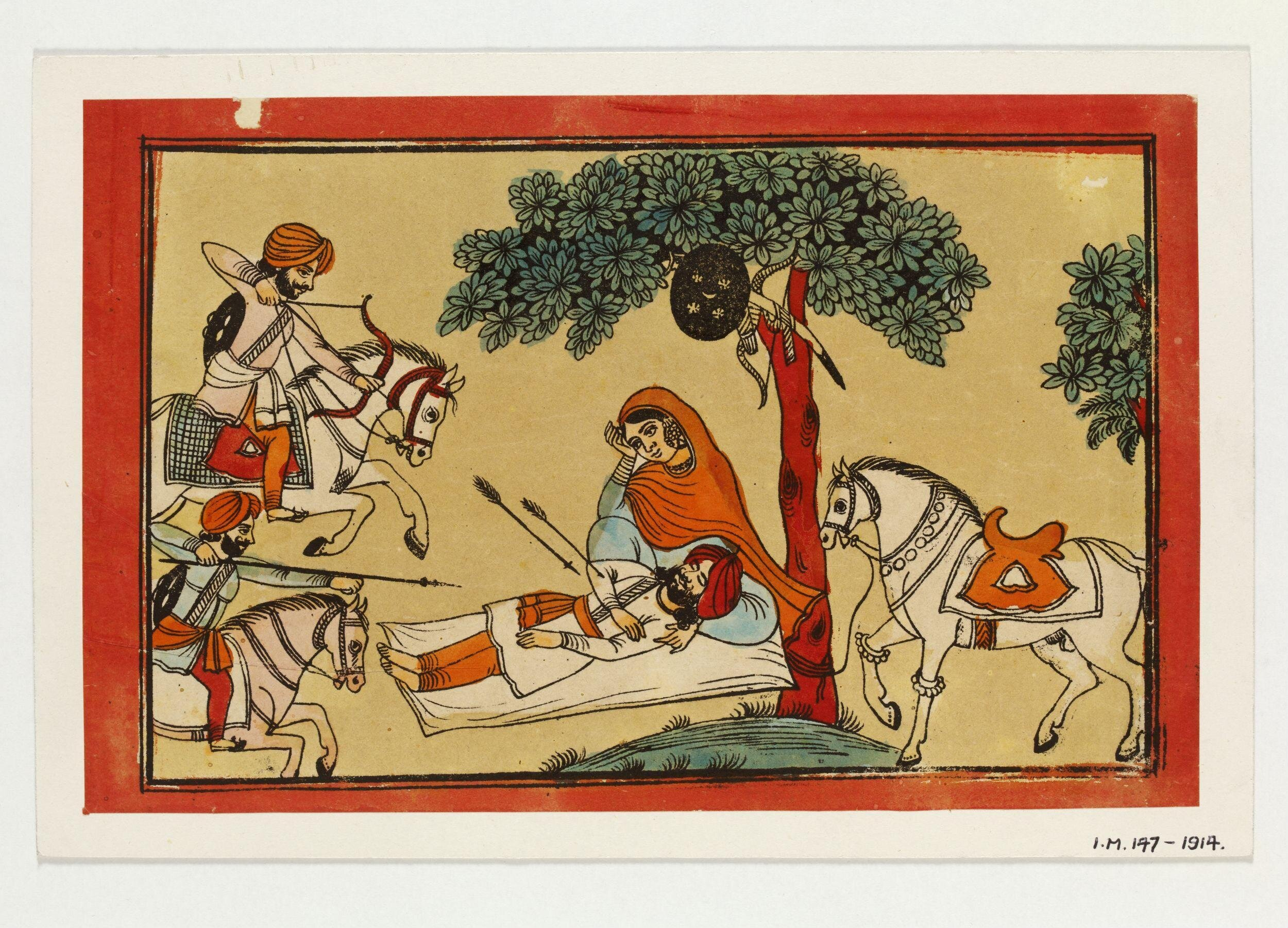
صحنهٔ اوج داستان میرزا و صاحبان، چاپ چوبی، امریستار یا لاهور، اواخر سدهٔ نوزدهم

میرزا و صاحبان علیه خواستهٔ خانوادهٔ صاحبان فرار کردند تا با هم ازدواج کنند. در مسیر فرار، میرزا زیر درختی از گونهٔ کهور ایرانی استراحت کرد و به خواب رفت. صاحبان نمی‌خواست زندگی جدیدش با خون‌ریزی برادرانش آغاز شود، پس پیکان‌های میرزا را شکست تا از برادرانش طلب بخشش کند و خونریزی رخ ندهد. وقتی برادران صاحبان رسیدند، میرزا بیدار شد ولی دید که تیرهایش شکسته‌اند و در همان‌جا کشته شد. صاحبان که تاب این فقدان را نداشت، خود را با یکی از همان پیکان‌ها کشت.

## اقتباس‌ها
اقتباس‌های گوناگونی از این داستان در قالب فیلم ساخته شده‌اند:
- میرزا صاحباں (۱۹۲۹)، فیلمی از سینمای هند به‌کارگردانی Bhagwati Prasad Mishra.[۶]
- میرزا صاحباں (۱۹۳۳)، فیلمی به زبان زبان هندی از Nagendra Majumdar با بازی خورشید بانو و Kamlabai Gokhale.[۶]
- میرزا صاحباں (۱۹۳۹)، فیلمی به زبان زبان پنجابی از D. N. Madhok با بازی زبیده.[۶]
- میرزا صاحباں (۱۹۴۷)، فیلمی رمانتیک-درام به زبان هندی از K. Amarnath با بازی نور جهان (خواننده) و Trilok Kapoor.[۲]
- میرزا صاحباں (۱۹۵۶)، فیلمی پنجابی از سینمای پاکستان با بازی مسرت نذیر و سدهیر.[۲]
- Mirza Sahiban (1957 film) (۱۹۵۷)، فیلمی هندی از Ravi Kapoor با بازی شیاما و شامی کاپور.[۶]
- میرزا جٹ (۱۹۶۷)، فیلمی پنجابی از پاکستان با بازی فردوس و Ejaz Durrani.[۲]
- میرزا جٹ (۱۹۸۲)، فیلمی پنجابی از پاکستان با بازی شاهد حمید.[۷]
- میرزا جٹ (۱۹۹۲)، فیلمی پنجابی از هند به‌کارگردانی Ravinder Ravi با بازی گوگو گیل و Manjeet Kullar.[۶]
- Hero Hitler in Love (۲۰۱۱)، فیلمی پنجابی از هند به‌کارگردانی بابو مان با بازی مآن و مونی رای؛ بازآفرینی مدرن از میرزا و صاحبان با تغییراتی.
- میرزا - داستان ناگفته (۲۰۱۲)، فیلمی پنجابی به‌کارگردانی Baljit Singh Deo با بازی جیپی گروال و Mandy Takhar؛ بازروایی مدرن از داستان میرزا و صاحبان با ترانهٔ اصلی از عارف لوهر، پسر عالم لوهر.[۲]
- میرزیا  (۲۰۱۶)، فیلمی به زبان هندی به‌کارگردانی راکیش امپراکاش مهرا که به‌طور نزدیک بر اساس داستان اصلی ساخته شده. هارشواردان کاپور نقش میرزا و سایامی کر نقش صاحبان را بازی می‌کنند.[۲][۸]
- Mirza Juuliet (۲۰۱۷)، فیلمی هندی به‌کارگردانی Rajesh Ram Singh با بازی دارشان کومار و پیا باجپای؛ بازروایی مدرن داستان در اوتار پرادش، با مضمون روابط سیاست و جنایت.
- فیلاوری (فیلم) (۲۰۱۷)، فیلمی هندی با بازی دیلجیت دوسانجه و انوشکا شارما؛ ترانهٔ «Sahibaa» در این فیلم، عشق آن‌ها را با داستان میرزا و صاحبان مقایسه می‌کند.
- دیلجیت دوسانجه (۲۰۱۷)، فیلمی هندی به‌کارگردانی Rajesh Ram Singh با بازی دارشان کومار و پیا باجپای؛ بازروایی مدرن داستان در اوتار پرادش.
- در فیلم هندی پیراهن ورزشی، ترانهٔ «Maiyya mainu» با صدای Sachet–Parampara، شخصیت‌های شاهد کاپور و مرونال تاکور را با میرزا-صاحبان مقایسه می‌کند.